# Main II (archevêque)
Ne doit pas être confondu avec Main II de Fougères.
Main II  Mainus, ou Mahenus ( Xe siècle) est un archevêque de Dol de Bretagne actif dans la décennie 990.

## Contexte
Main [II] dont l'origine est inconnue,  est mentionné comme témoin « Main archiepiscopis testis » lors de la donation de trois domaines à l'archange Saint-Michel c'est-à-dire à l'abbaye du Mont Saint-Michel faite le 28 juillet 990 à Dol de Bretagne par le duc Conan Ier et à laquelle souscrivent ses suffragants, sept autres évêques de Bretagne.
Au cours de son bref pontificat Le pape Jean XVI lui adresse une lettre pour lui enjoindre de revenir sur sa prétention à l'archevêché et à se soumettre à l'archevêque de Tours une demande qui demeure vaine.